# Мрія Слонів
«Мрія Слонів» — мультфільм 2006 року, створений Blender Foundation майже виключно за допомогою безкоштовного програмного забезпечення з відкритим кодом.

## Сюжет
Старий Пруг кличе молодого Емо за собою всередину велетенської машини. Вони біжать крізь кімнати, наповнені дротами та роботами, та опиняються в приміщенні, де дзвонить телефон. Емо хоче відповісти на дзвінок, але Пруг зупиняє його, показавши, що в слухавці були хижі хробаки. Емо зауважує, що приміщення нагадує величезну друкарську машинку, і сміється.
Наступна кімната — це темна прірва, з якої піднімаються металеві опори. Пруг спритно ступає на опори, ніби танцюючи, поки Емо невимушено йде поруч, наче опори самі з'являються під його ногами. Пруг пояснює Емо, що єдина помилка в рухах може стати смертельною. Вони входять у ліфт, який рухається крізь темну порожнечу. Пруг запитує Емо, що він бачить, і задоволений відповіддю Емо «нічого», веде його в сусідню кімнату. Проєктор показує на стіні різні двері, але Пруг наполягає, що за ними небезпечно, і натискає кнопку в своєму ціпку, поки обоє не опиняються в невеликій кімнатці.
Пруг запитує Емо, чому він не може розпізнати красу та досконалість машини. Емо на це відповідає, що машини не існує. Розчарований, Пруг дає ляпаса Емо та проганяє його. Приміщення руйнується під тиском механічних щупалець, але це не лякає Емо. Схоже, він керує машинами. Емо пародіює Пруга і старий приголомшує його ударом ціпка по голові. Спустошений Пруг відчайдушно повторює, що машина існує.

## Відзнаки
«Мрія Слонів» отримав нагороду в номінації «Найкращий короткометражний фільм» на першому Європейському кінофестивалі 3D у 2010 році. У 2008 році фільм було включено до виставки «Дизайн і еластичний розум» Музею сучасного мистецтва (MoMA).

## Галерея

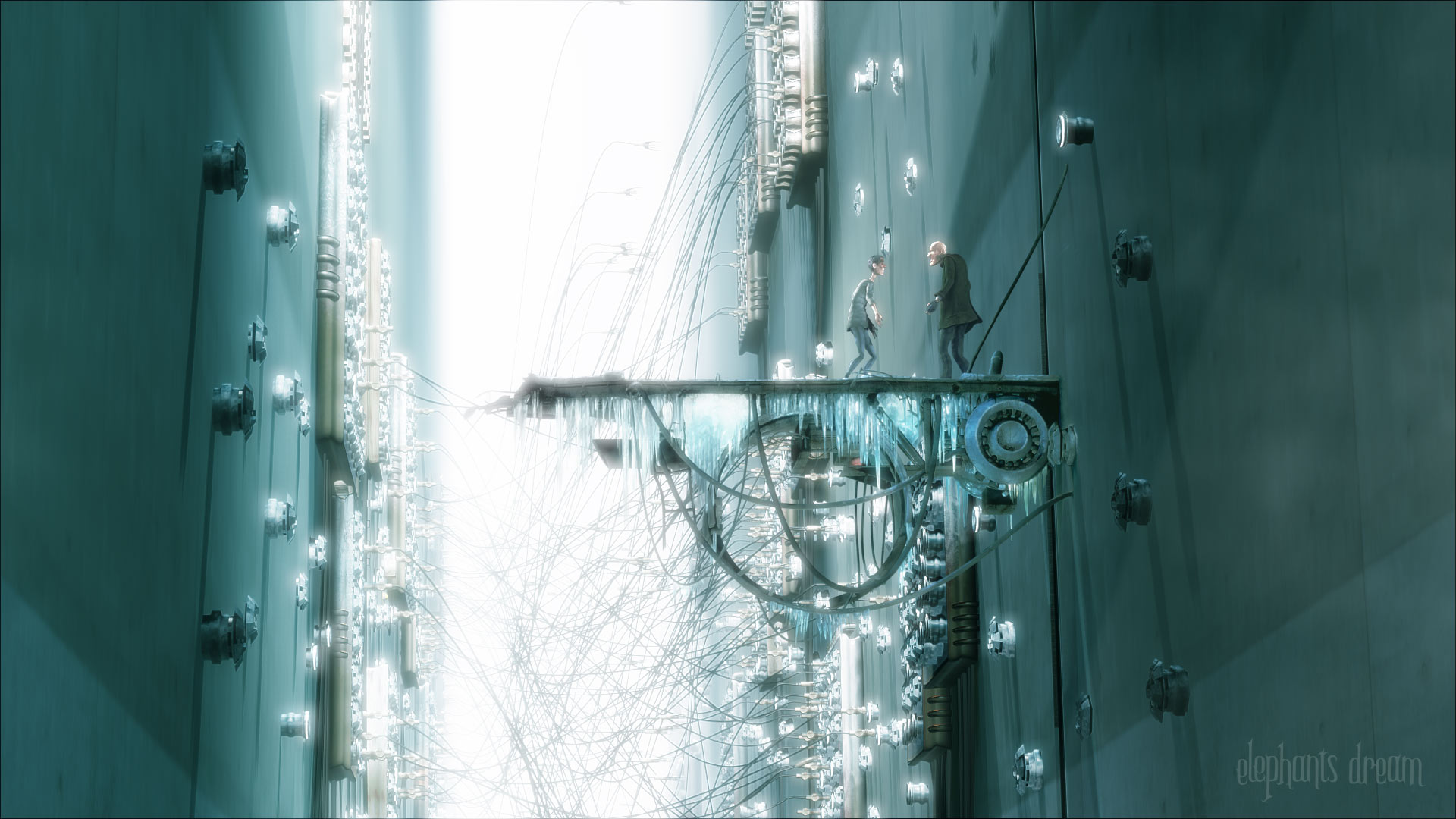
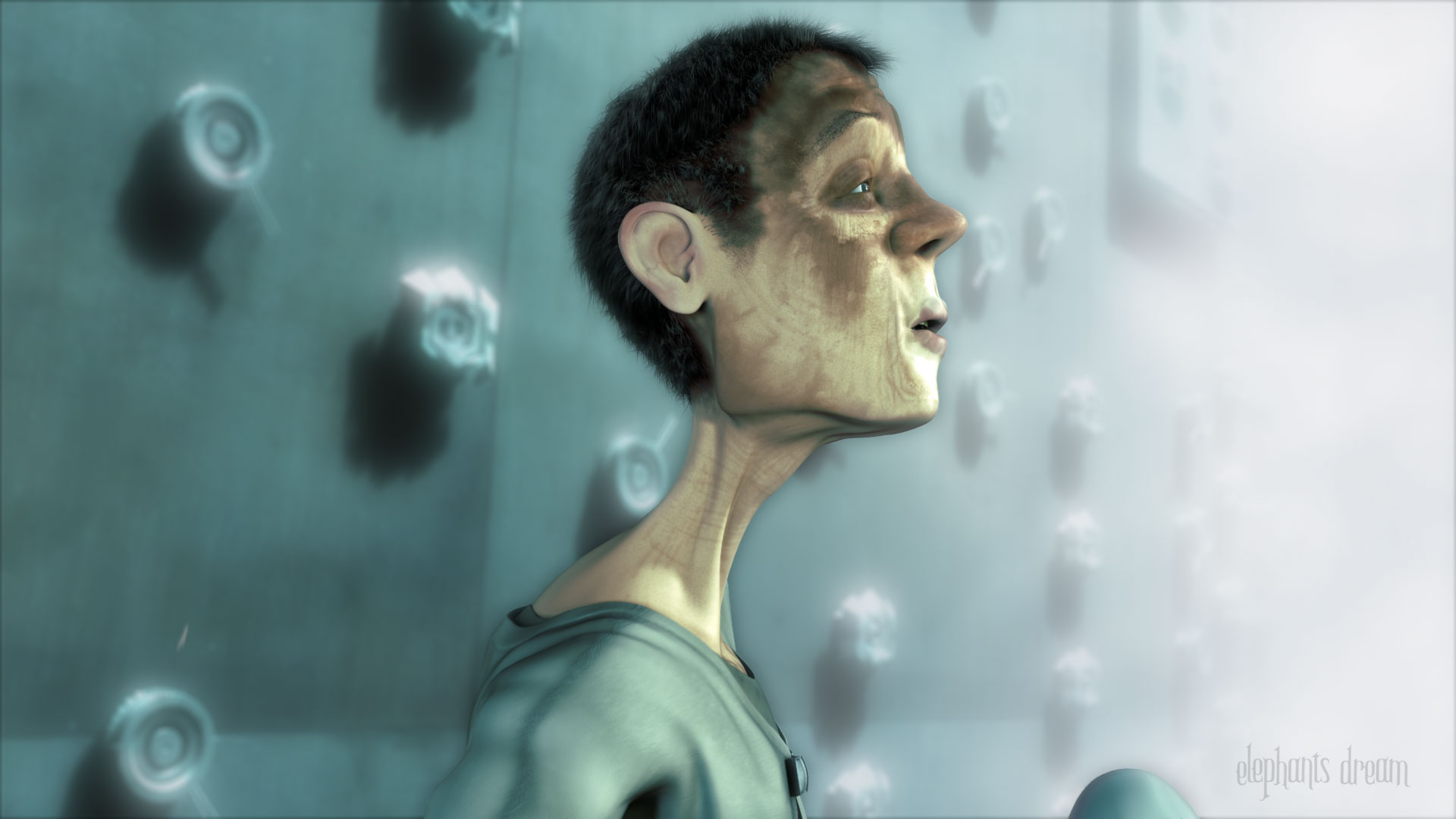
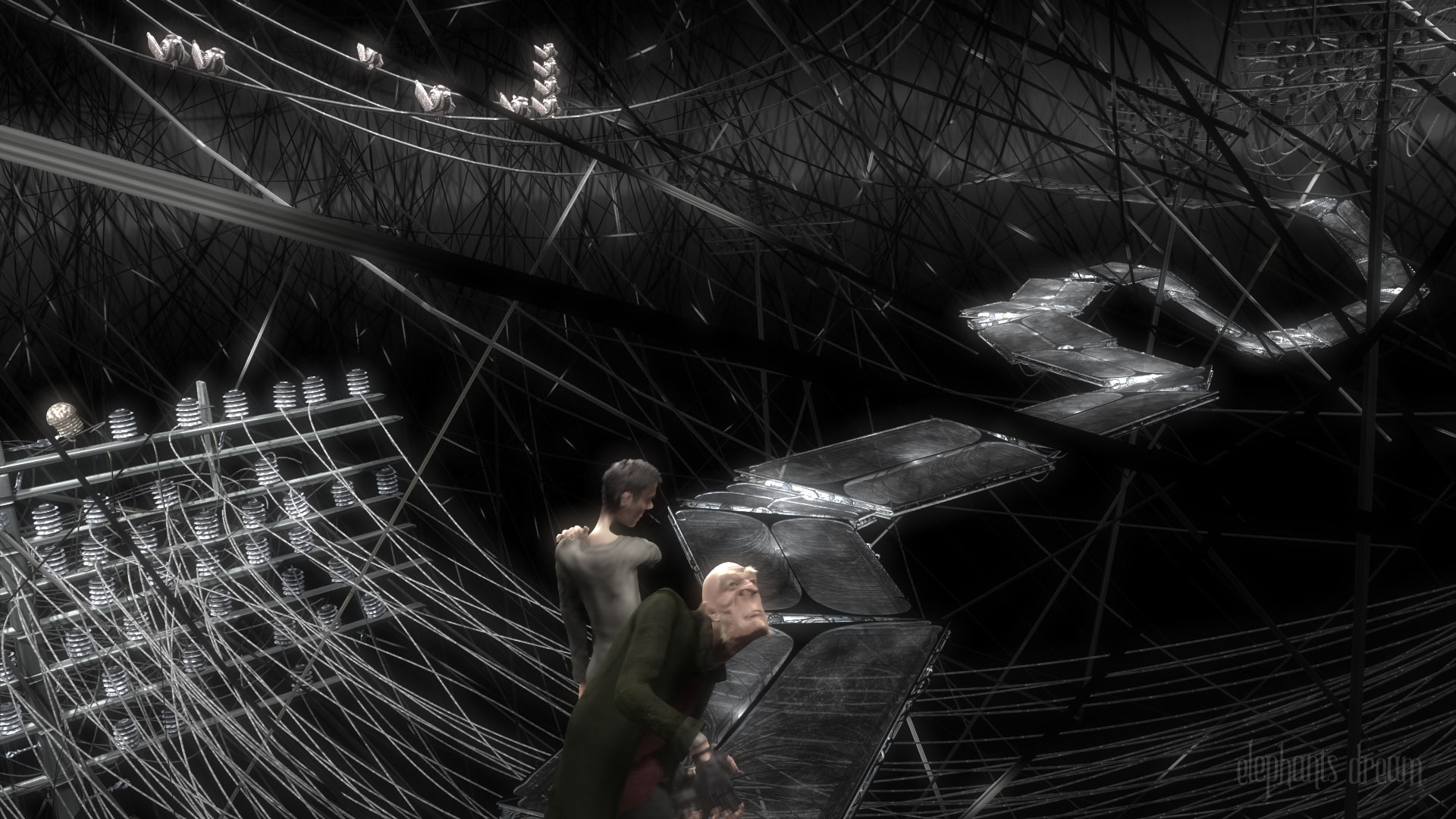
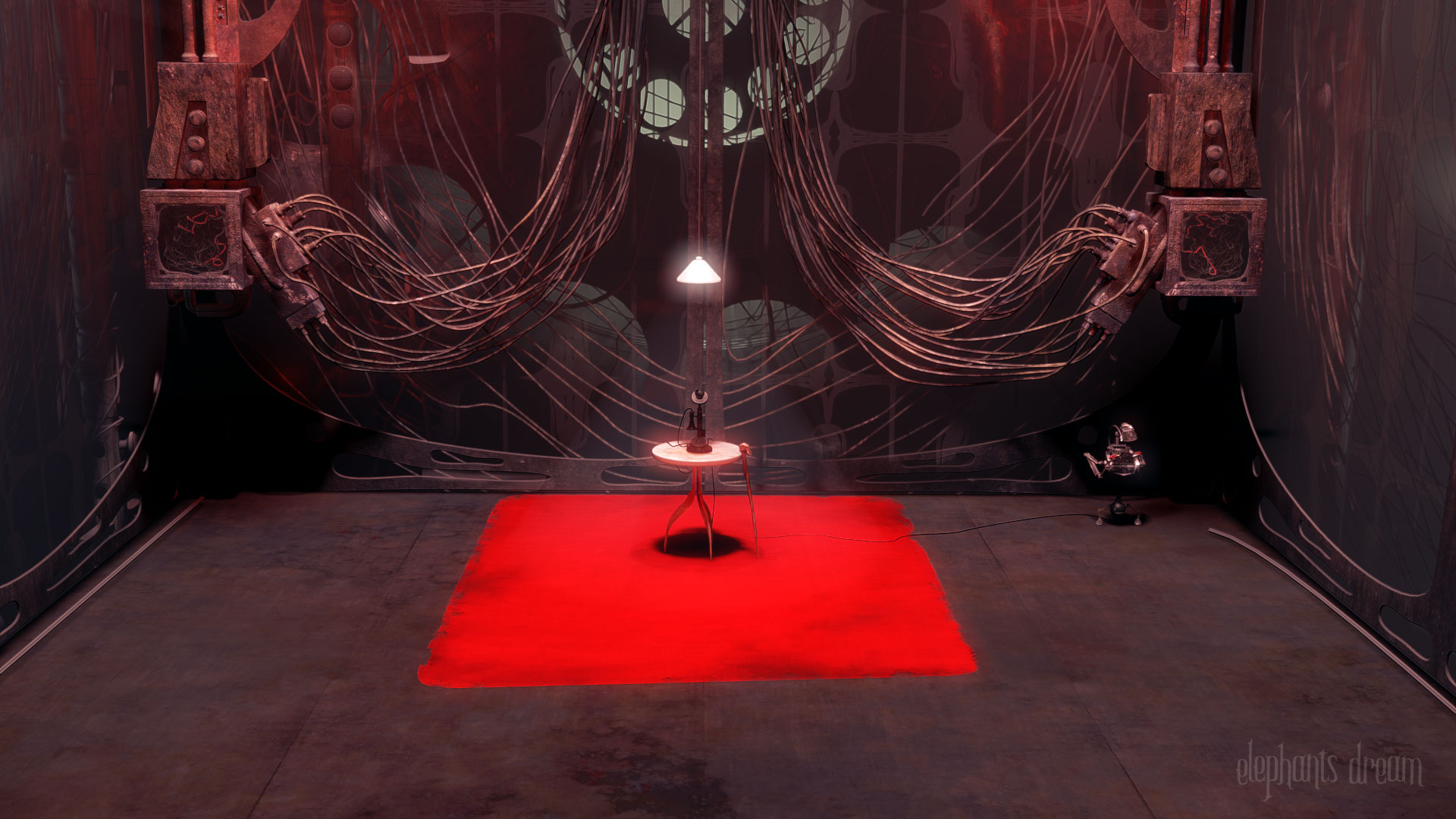
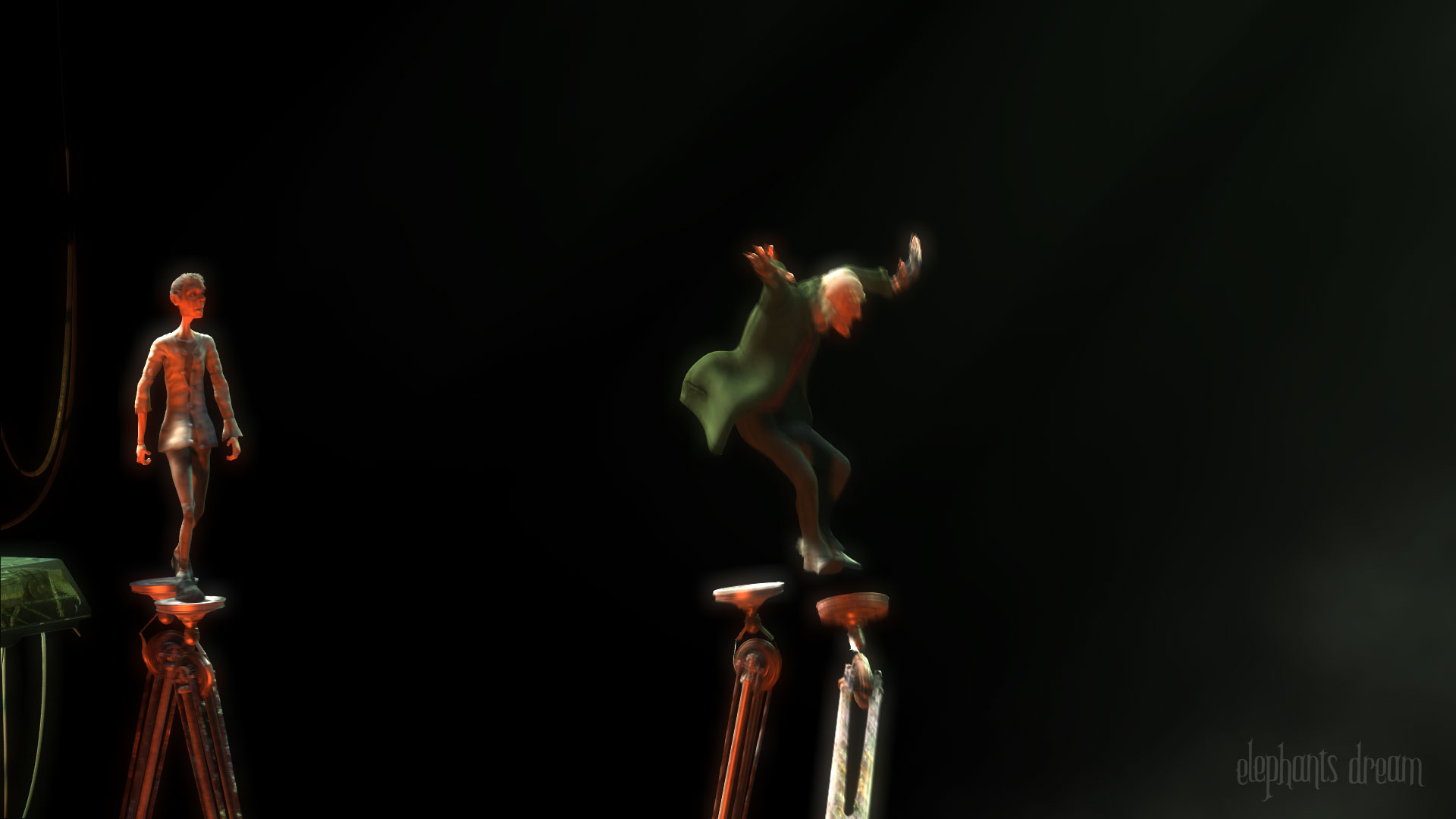
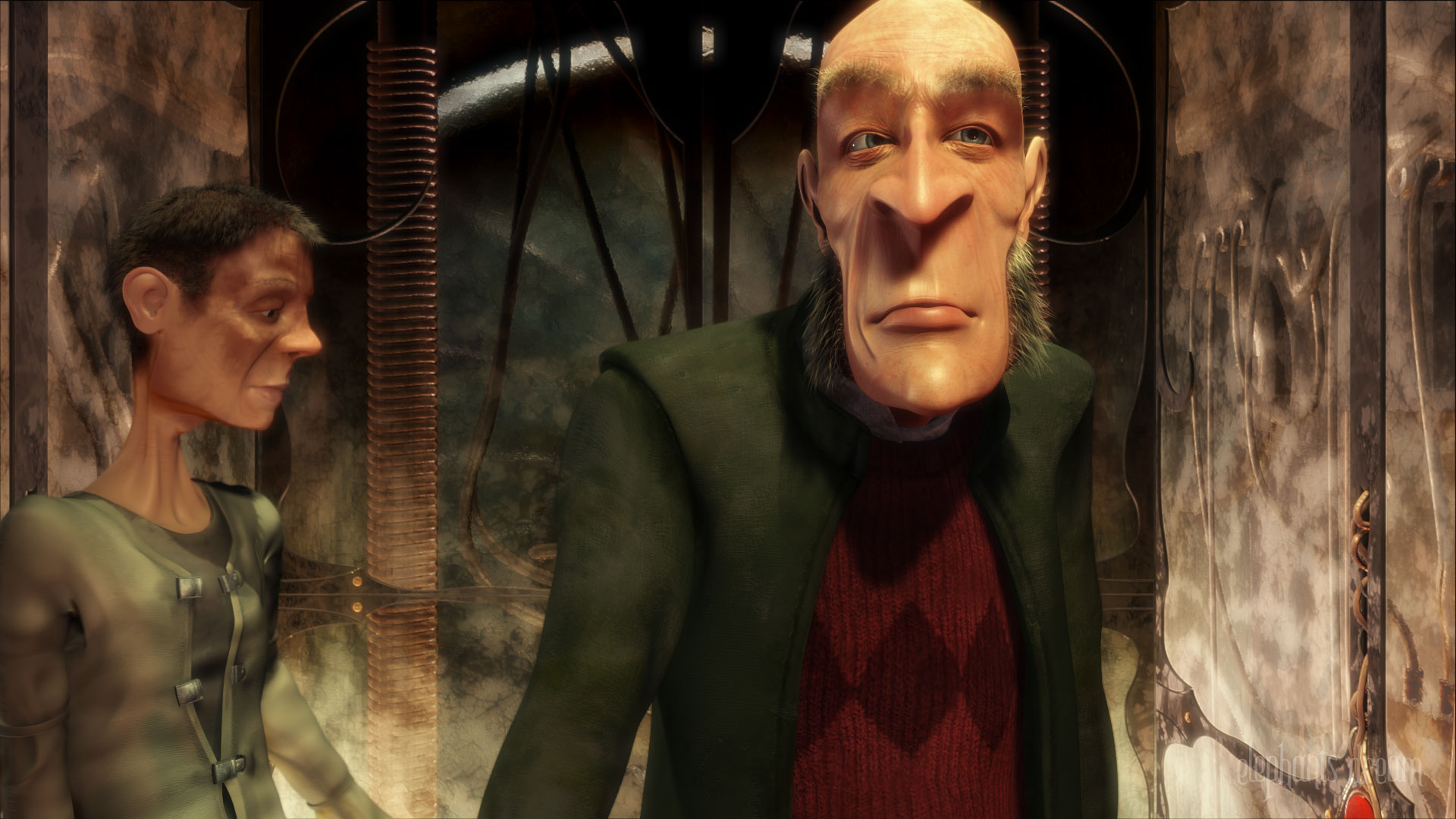
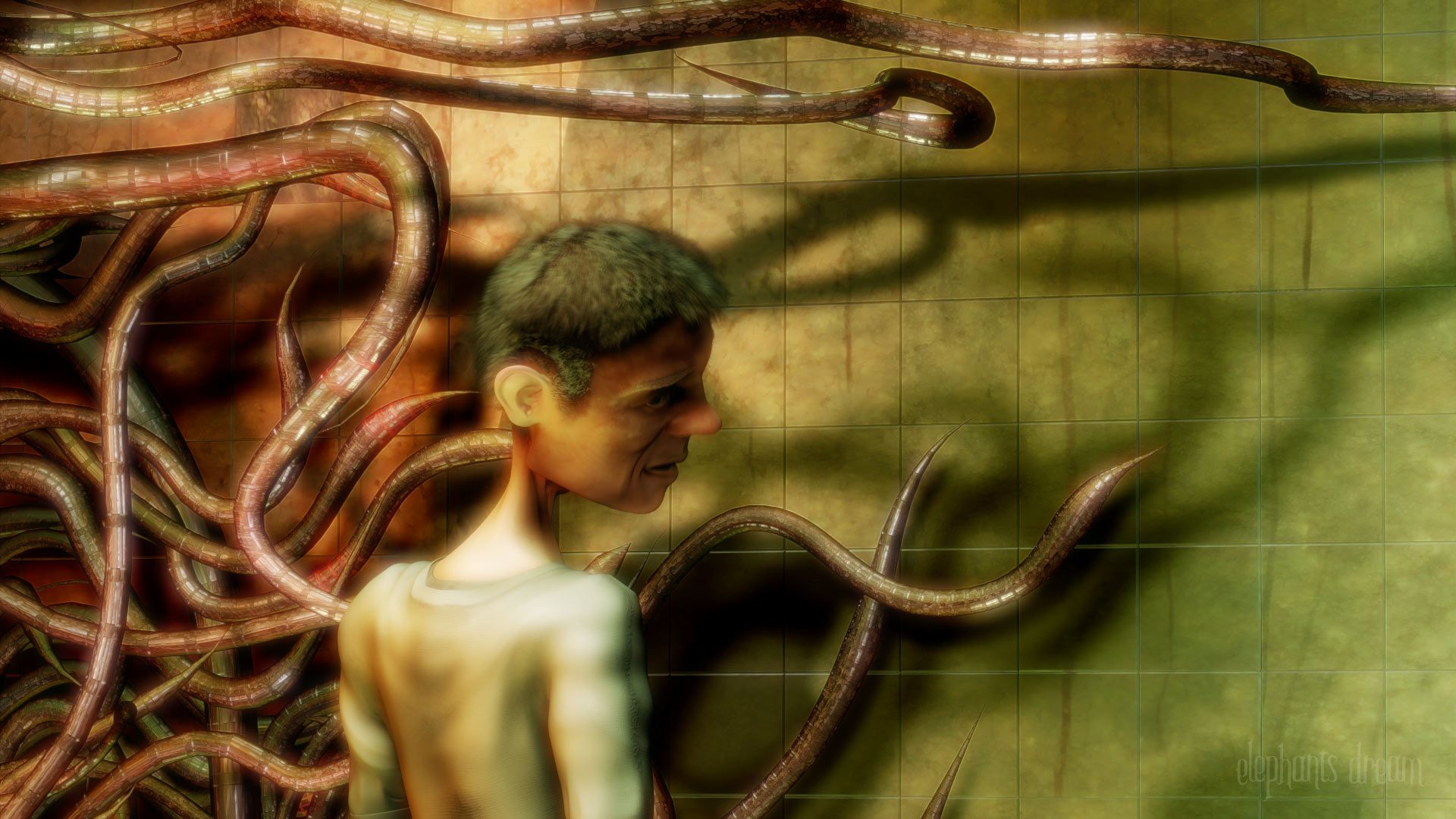